# Nudismo en Portugal
El naturismo o nudismo organizado en Portugal existe desde la década de 1920, pero fue reprimido hasta el 25 de abril de 1974. La FPN (Federação Portuguesa de Naturismo; en español, "Federación Portuguesa de Naturismo") fue fundada el 1 de marzo de 1977 en Lisboa. El club más antiguo y representativo de la FPN, el Clube Naturista do Centro ("Club Naturista del Centro"), fue fundado el 20 de noviembre de 1988.

## Historia
El primer registro histórico de la práctica del naturismo en Portugal se ha registrado en los años 1920, estando asociado a la Sociedade Naturista Portuguesa ("Sociedad Naturista Portuguesa"), del que era figura destacada  el anarcosindicalista José Peralta. En ese momento, en Portugal el naturismo solo se practicaba en ciertas playas fluviales del interior (sin estructuras de apoyo) y en algunas playas de la Costa de Caparica. Con la implantación del régimen dictatorial del Estado Nuevo, los movimientos naturistas quedaron restringidos a la práctica del vegetarianismo y a las medicinas alternativas; el nudismo público estaba prohibido y fue criminalizado como "atentado al pudor". Solo después de la Revolución de los Claveles se pudieron restituir las instituciones ligadas al naturismo, o crear otras nuevas (como la ya mencionada Federación Portuguesa de Naturismo).
Actualmente, la práctica del naturismo en Portugal es regulada por la Ley n.° 53/2010 del 20 de diciembre ("Regime da prática do naturismo e da criação dos espaços do naturismo"; en español, "Régimen de la práctica del naturismo y de la creación de espacios de naturismo").

## Lugares donde practicar el naturismo en Portugal

### Playas
Las nueve playas nudistas oficiales (reguladas) de Portugal, según la Federación Portuguesa de Naturismo, son las siguientes:
- Playa de Bela Vista - entre Costa de Caparica y Fonte da Telha, en el municipio de Almada. Junto a ella se encuentra Praia 19, playa nudista gay.
- Playa de Adiça - al sur de Fonte da Telha, en el municipio de Almada.
- Playa de Meco - al oeste de la aldea de Meco, entre la Lagoa de Albufeira y la Playa de las Bicas, en el municipio de Sesimbra.
- Playa del Salto - al norte de Porto Covo, entre el Cerro da Águia y la Cerca, en el municipio de Sines.
- Playa de los Alteirinhos - al sur de Zambujeira do Mar, en el municipio de Odemira.
- Playa de Adegas - junto a la Playa de Odeceixe, en el extremo norte de la costa occidental del Algarve.
- Playa de Isla Barreta - en el extremo sur de Portugal continental, en el municipio de Faro.
- Playa de Homem Nu - en la Isla de Tavira, entre Olhão y Tavira, con acceso por minitren en verano, en el municipio de Tavira.
- Playa de Malhão - cerca de Vila Nova de Milfontes, forma parte del Parque Natural del Suroeste Alentejano y Costa Vicentina.

### Lugares de acampada
En Portugal existen algunos lugares de acampada de pago integral o parcialmente naturistas.